# Émile Antonio
Émile Antonio (Auzat-la-Combelle, 22 aprile 1928 – 20 settembre 2022) è stato un calciatore e allenatore di calcio francese, di ruolo centrocampista.

## Carriera
Inizia la propria carriera nel club del suo paese natale, La Combelle CCA, giocando poi come professionista con le maglie di Sète, Nizza e Olympique Lione.
Nella sola stagione con i nizzardi, vince la Coppa di Francia 1953-1954, in finale contro l'Olympique Marsiglia.
A Lione resta per 7 stagioni, giocando 183 partite (di cui 160 di campionato) e segnando 23 gol.
Nel 1961 interrompe la sua carriera professionistica. Gioca altre due stagioni con il Montferrand prima di tornare al club del suo debutto che conduce da allenatore dal 1963 al 1975.

## Palmarès
- Coppa di Francia: 1

Nizza: 1953-1954